# Névmások a német nyelvben
A német nyelvben megkülönböztetünk ragozható és ragozhatatlan szófajokat. A névmás (das Fürwort; Pronomen) a ragozható szófajok csoportjába tartozik.

## Használatuk
A névmásokat kétféleképpen használhatjuk:
- önállóan (más névszó helyett): Kommt Peter mit? (Velünk jön Péter?) – Ja, er kommt mit. (Igen, velünk jön.)
- jelzőként (más névszó mellett): Welches Buch wählst du? (Melyik könyvet választod?) – Ich wähle dieses Buch. (Ezt a könyvet választom.)

A jelzőként álló névmás nemcsak közelebbről határozza meg a főnév jelentését, hanem determinánsként megmutatja a főnév nemét, számát és esetét azáltal, hogy felveszi a névelők végződéseit.

## Fajtái
- személyes névmás (das Personalpronomen)
- visszaható névmás (das Reflexivpronomen)
- kölcsönös névmás (das Reziprokpronomen)
- birtokos névmás (das Possessivpronomen, Possessiv[um])
- mutató névmás (das Demonstrativpronomen, Demonstrativ[um])
- kérdő névmás (das Interrogativpronomen, Interrogativ[um])
- vonatkozó névmás (das Relativpronomen)
- határozatlan névmás (das Indefinitpronomen)
- névmási határozószó (das Pronominaladverb)

## Személyes névmás(das Personalpronomen)

### Ragozása
|               | EGYES SZÁM | EGYES SZÁM | EGYES SZÁM | EGYES SZÁM  | EGYES SZÁM | TÖBBES SZÁM | TÖBBES SZÁM | TÖBBES SZÁM | önöző forma |
| E/1.          | E/2.       | E/3.       | E/3.       | E/3.        | T/1.       | T/2.        | T/3.        |             | önöző forma |
| E/1.          | E/2.       | hímnem     | nőnem      | semlegesnem | T/1.       | T/2.        | T/3.        |             | önöző forma |
| ------------- | ---------- | ---------- | ---------- | ----------- | ---------- | ----------- | ----------- | ----------- | ----------- |
| alanyeset     | ich        | du         | er         | sie         | es         | wir         | ihr         | sie         | Sie         |
| tárgyeset     | mich       | dich       | ihn        | sie         | es         | uns         | euch        | sie         | Sie         |
| részes eset   | mir        | dir        | ihm        | ihr         | ihm        | uns         | euch        | ihnen       | Ihnen       |
| birtokos eset | mein       | dein       | sein       | ihr         | sein       | unser       | euer        | ihr         | Ihr         |

A német mondatban a főnévvel vagy személyes névmással kifejezett alany kötelező az ige mellett. A személyes névmás vonatkozhat személyekre, tárgyakra vagy fogalmakra is. Egyes szám harmadik személyben három alakja van a három nyelvtani nemnek megfelelően. A "Sie" (nagy kezdőbetűvel!) udvarias megszólítást: önözést, magázást fejez ki. Jelentései: ön, önök; maga, maguk.
A személyes névmásokat általában nem kell magyarra fordítani:

– Wie ist das Buch? (Milyen a könyv?)

– Es ist interessant. (Érdekes.)

### Használata
- Alanyként: Ich bin müde. (Fáradt vagyok.)
- Tárgyként: Ich liebe dich! (Szeretlek!)
- Részeshatározóként: Zeig mir bitte die Fotos! (Kérlek, mutasd meg a fényképeket!)
- A személyes névmás birtokos esete csak vonzatként használatos: Wir gedachten euer. (Megemlékeztünk rólatok.)
- A személyes névmás is állhat elöljárószókkal: Komm zu mir! (Gyere hozzám!)

## Visszaható névmás(das Reflexivpronomen)
A visszaható névmás a cselekvésnek az alanyra való visszahatását fejezi ki.

### Ragozása
|             | EGYES SZÁM     | EGYES SZÁM     | EGYES SZÁM     | TÖBBES SZÁM     | TÖBBES SZÁM       | TÖBBES SZÁM     | önöző forma              |
| E/1.        | E/2.           | E/3.           | T/1.           | T/2.            | T/3.              |                 | önöző forma              |
| ----------- | -------------- | -------------- | -------------- | --------------- | ----------------- | --------------- | ------------------------ |
| tárgyeset   | mich (magam)   | dich (magad)   | sich (magát)   | uns (magunkat)  | euch (magatokat)  | sich (magukat)  | sich (magát, magukat)    |
| részes eset | mir (magamnak) | dir (magadnak) | sich (magának) | uns (magunknak) | euch (magatoknak) | sich (maguknak) | sich (magának, maguknak) |

### Használata
- Magyarhoz hasonlóan: Wie fühlen Sie sich? (Hogy érzi magát?)
- Elöljárószóval: Er kommt zu sich. (Magához tér.)
- A cselekvésnek az alanyra való visszahatásának kifejezése (alany+ige+visszaható névmás tárgyesete): Ich kämme mich. (Fésülködöm.)
- Ha a cselekvés az alany testrészére vagy ruhadarabjára irányul (alany+ige+visszaható névmás részes esete+tárgy): Ich putze mir die Zähne. (Fogat mosok.)
- Gyakran használjuk a visszaható névmás részes esetét kötelező tárggyal rendelkező mondatokban: Ich sehe mir diesen Film an. (Megnézem ezt a filmet.)

## Kölcsönös névmás(das Reziprokpronomen)
Az einander (egymás) kölcsönös névmás ragozhatatlan, és egybeírjuk az elöljárószókkal.
Wir begrüßten einander. (Üdvözöltük egymást.)

Wir unterhalten uns miteinander. (Beszélgettünk egymással.)

## Birtokos névmás(das Possessivpronomen)

### Használata
A német nyelvben a birtokos névmás két különböző szerepet tölthet be a mondatban:
- Állhat a birtokot jelölő főnév előtt (mint birtokos jelző): Das ist mein Buch. (Ez az én könyvem.)
- Állhat önállóan a birtokos és a birtok neve helyett: Das Buch ist meines. (A könyv az enyém.)

### A jelzői birtokos névmás
Kétalakú determinánsként ragozzuk, mint a határozatlan névelőket. Mivel jelöli a birtok nemét, számát és esetét (sőt, egyes szám harmadik személyben a birtokos nemét is), sohasem állhat előtte névelő.

Der Vater liebt seinen Sohn, seine Tochter, sein Enkelkind. (Az apa szereti a fiát, a lányát, az unokáját.)
| alanyeset   |             | EGYES SZÁM | EGYES SZÁM | EGYES SZÁM | EGYES SZÁM  | EGYES SZÁM | TÖBBES SZÁM | TÖBBES SZÁM | TÖBBES SZÁM | önöző forma |
| alanyeset   | E/1.        | E/2.       | E/3.       | E/3.       | E/3.        | T/1.       | T/2.        | T/3.        |             | önöző forma |
| alanyeset   | E/1.        | E/2.       | hímnem     | nőnem      | semlegesnem | T/1.       | T/2.        | T/3.        |             | önöző forma |
| ----------- | ----------- | ---------- | ---------- | ---------- | ----------- | ---------- | ----------- | ----------- | ----------- | ----------- |
| egy birtok  | hímnem      | mein       | dein       | sein       | ihr         | sein       | unser       | euer        | ihr         | Ihr         |
| egy birtok  | nőnem       | meine      | deine      | seine      | ihre        | seine      | unsere      | eu(e)re     | ihre        | Ihre        |
| egy birtok  | semlegesnem | mein       | dein       | sein       | ihr         | sein       | unser       | euer        | ihr         | Ihr         |
| több birtok | több birtok | meine      | deine      | seine      | ihre        | seine      | unsere      | eu(e)re     | ihre        | Ihre        |

| eset          | egy birtok      | egy birtok    | egy birtok          | több birtok   |
| eset          | hímnemű birtok  | nőnemű birtok | semlegesnemű birtok | minden nem    |
| ------------- | --------------- | ------------- | ------------------- | ------------- |
| alanyeset     | mein Freund     | meine Mutter  | mein Heft           | meine Hefte   |
| tárgyeset     | meinen Freund   | meine Mutter  | mein Heft           | meine Hefte   |
| részes eset   | meinem Freund   | meiner Mutter | meinem Heft         | meinen Heften |
| birtokos eset | meines Freundes | meiner Mutter | meines Heftes       | meiner Hefte  |

### Az önálló birtokos névmás
Az önálló birtokos névmást csak akkor használhatjuk, ha a birtok már ismert.
- Ha nem áll előtte határozott névelő, háromalakú determinánsként ragozzuk (mint a határozott névelőt), s ezáltal jelzi a birtok nemét, számát és esetét.

– Hier liegt ein Buch. Ist es deines? (Itt fekszik egy könyv. A tiéd?)

– Ja, es ist meines. (Igen, az enyém.)
| alanyeset   |             | EGYES SZÁM | EGYES SZÁM | EGYES SZÁM | EGYES SZÁM  | EGYES SZÁM | TÖBBES SZÁM | TÖBBES SZÁM | TÖBBES SZÁM | önöző forma |
| alanyeset   | E/1.        | E/2.       | E/3.       | E/3.       | E/3.        | T/1.       | T/2.        | T/3.        |             | önöző forma |
| alanyeset   | E/1.        | E/2.       | hímnem     | nőnem      | semlegesnem | T/1.       | T/2.        | T/3.        |             | önöző forma |
| ----------- | ----------- | ---------- | ---------- | ---------- | ----------- | ---------- | ----------- | ----------- | ----------- | ----------- |
| egy birtok  | hímnem      | meiner     | deiner     | seiner     | ihrer       | seiner     | unserer     | eu(e)rer    | ihrerer     | Ihrer       |
| egy birtok  | nőnem       | meine      | deine      | seine      | ihre        | seine      | unsere      | eu(e)re     | ihre        | Ihre        |
| egy birtok  | semlegesnem | meines     | deines     | seines     | ihres       | seines     | unseres     | eu(e)res    | ihres       | Ihres       |
| több birtok | több birtok | meine      | deine      | seine      | ihre        | seine      | unsere      | eu(e)re     | ihre        | Ihre        |

| eset          | egy birtok     | egy birtok    | egy birtok          | több birtok |
| eset          | hímnemű birtok | nőnemű birtok | semlegesnemű birtok | minden nem  |
| ------------- | -------------- | ------------- | ------------------- | ----------- |
| alanyeset     | meiner         | meine         | meines              | meine       |
| tárgyeset     | meinen         | meine         | meines              | meine       |
| részes eset   | meinem         | meiner        | meinem              | meinen      |
| birtokos eset | meines         | meiner        | meines              | meiner      |

- Ha határozott névelővel áll, úgy ragozzuk, mint a gyenge melléknevet:

– Geht deine Uhr genau? (Pontosan jár az órád?)

– Die meine geht nach. (Az enyém késik.)
| alanyeset   |             | EGYES SZÁM | EGYES SZÁM | EGYES SZÁM | EGYES SZÁM  | EGYES SZÁM | TÖBBES SZÁM | TÖBBES SZÁM  | TÖBBES SZÁM | önöző forma |
| alanyeset   | E/1.        | E/2.       | E/3.       | E/3.       | E/3.        | T/1.       | T/2.        | T/3.         |             | önöző forma |
| alanyeset   | E/1.        | E/2.       | hímnem     | nőnem      | semlegesnem | T/1.       | T/2.        | T/3.         |             | önöző forma |
| ----------- | ----------- | ---------- | ---------- | ---------- | ----------- | ---------- | ----------- | ------------ | ----------- | ----------- |
| egy birtok  | hímnem      | der meine  | der deine  | der seine  | der ihre    | der seine  | der unsere  | der eu(e)re  | der ihre    | der Ihre    |
| egy birtok  | nőnem       | die meine  | die deine  | die seine  | die ihre    | die seine  | die unsere  | die eu(e)re  | die ihre    | die Ihre    |
| egy birtok  | semlegesnem | das meine  | das deine  | das seine  | das ihre    | das seine  | das unsere  | das eu(e)re  | das ihre    | das Ihre    |
| több birtok | több birtok | die meinen | die deinen | die seinen | die ihren   | die seinen | die unseren | die eu(e)ren | die ihren   | die Ihren   |

| eset          | egy birtok     | egy birtok    | egy birtok          | több birtok |
| eset          | hímnemű birtok | nőnemű birtok | semlegesnemű birtok | minden nem  |
| ------------- | -------------- | ------------- | ------------------- | ----------- |
| alanyeset     | der meine      | die meine     | das meine           | die meinen  |
| tárgyeset     | den meinen     | die meine     | das meine           | die meinen  |
| részes eset   | dem meinen     | der meinen    | dem meinen          | den meinen  |
| birtokos eset | des meinen     | der meinen    | des meinen          | der meinen  |

## Mutató névmás(das Demonstrativpronomen)

### der, die, das
A leggyakrabban és legáltalánosabban használható mutató névmás:
- mutathat közelre (ez) vagy távolra (az),
- vonatkozhat személyre, tárgyra, tényállásra,
- használhatjuk önállóan vagy jelzőként (főnév előtt).
- A jelzőként használt der, die, das mutató névmást úgy ragozzuk, mint a határozott névelőt.

Kennst du die Jungen dort? (Ismered azokat a fiúkat ott?)
| eset          | EGYES SZÁM | EGYES SZÁM | EGYES SZÁM  | TÖBBES SZÁM |
| eset          | hímnem     | nőnem      | semlegesnem | minden nem  |
| ------------- | ---------- | ---------- | ----------- | ----------- |
| alanyeset     | der        | die        | das         | die         |
| tárgyeset     | den        | die        | das         | die         |
| részes eset   | dem        | der        | dem         | den         |
| birtokos eset | des        | der        | des         | der         |

- Az önállóan használt mutató névmás ragozása egyes és többes szám birtokos és többes szám részes esetben eltér a határozott névelő ragozásától.

Das gefällt mir nicht. (Ez nekem nem tetszik.)
| eset          | EGYES SZÁM | EGYES SZÁM | EGYES SZÁM  | TÖBBES SZÁM |
| eset          | hímnem     | nőnem      | semlegesnem | minden nem  |
| ------------- | ---------- | ---------- | ----------- | ----------- |
| alanyeset     | der        | die        | das         | die         |
| tárgyeset     | den        | die        | das         | die         |
| részes eset   | dem        | der        | dem         | denen       |
| birtokos eset | dessen     | deren      | dessen      | deren/derer |

Az önállóan használt der, die, das mutató névmásnak többes szám birtokos esetben két alakja van: deren és derer.
- A deren alakot a mondatban visszautaláskor használjuk, utána főnév áll: Sie traf ihre Kusinen und deren Freundinnen. (Találkozott az unokanővéreivel és azok barátnőivel.)
- A derer alakot előreutaláskor használjuk, utána vonatkozó névmással bevezetett mellékmondat áll: Gedenke derer, die dich erzogen haben! (Gondolj azokra, akik felneveltek!)

### das
Az önállóan használt semleges das mutató névmás rámutató szóként vonatkozhat hímnemű, nőnemű, semlegesnemű és többes számú főnevekre is:
Das ist Herr Schmidt. (Ez Schmidt úr.)

Das ist meine Hausaufgabe. (Ez a házi feladatom.)

Das ist Ihr Zimmer. (Ez az ön szobája.)

Das waren schöne Erlebnisse. (Ezek szép élmények voltak.)

### dieser, diese, dieses
Közelre mutató névmás, állhat önállóan (ez) vagy jelzőként (ez a(z)...). Ragozása megegyezik a határozott névelő ragozásával, ezért utána nem állhat határozott névelő!
dieser Mann (ez a férfi), diese Frau (ez a nő), dieses Kind (ez a gyerek); diese Kinder (ezek a gyerekek)
| eset          | EGYES SZÁM | EGYES SZÁM | EGYES SZÁM  | TÖBBES SZÁM |
| eset          | hímnem     | nőnem      | semlegesnem | minden nem  |
| ------------- | ---------- | ---------- | ----------- | ----------- |
| alanyeset     | dieser     | diese      | dies(es)    | diese       |
| tárgyeset     | diesen     | diese      | dies(es)    | diese       |
| részes eset   | diesem     | dieser     | diesem      | diesen      |
| birtokos eset | dieses     | dieser     | dieses      | dieser      |

Az egyes számú és semlegesnemű dies(es) mutató névmás alany- és tárgyesetében mindkét alak használható, bár önállóan inkább a rövidebb (dies), jelzőként pedig a hosszabb alak (dieses) a használatos.

### jener, jene, jenes
Távolra mutató névmás, állhat önállóan (az) vagy jelzőként (az a(z)...). Ragozása megegyezik a határozott névelő ragozásával, ezért utána nem állhat határozott névelő!
jener Mann (az a férfi), jene Frau (az a nő), jenes Kind (az a gyerek); jene Kinder (azok a gyerekek)
| eset          | EGYES SZÁM | EGYES SZÁM | EGYES SZÁM  | TÖBBES SZÁM |
| eset          | hímnem     | nőnem      | semlegesnem | minden nem  |
| ------------- | ---------- | ---------- | ----------- | ----------- |
| alanyeset     | jener      | jene       | jenes       | jene        |
| tárgyeset     | jenen      | jene       | jenes       | jene        |
| részes eset   | jenem      | jener      | jenem       | jenen       |
| birtokos eset | jenes      | jener      | jenes       | jener       |

### solcher, solche, solches
Jelentése: ilyen, olyan. Mutató névmás, de melléknévként ragozzuk.
- Ha névelő nélkül áll, ragozása megegyezik a melléknév erős ragozásával:

Solcher Stahl ist sehr hart. (Az ilyen acél nagyon kemény.)
| eset          | EGYES SZÁM | EGYES SZÁM | EGYES SZÁM  | TÖBBES SZÁM |
| eset          | hímnem     | nőnem      | semlegesnem | minden nem  |
| ------------- | ---------- | ---------- | ----------- | ----------- |
| alanyeset     | solcher    | solche     | solches     | solche      |
| tárgyeset     | solchen    | solche     | solches     | solche      |
| részes eset   | solchem    | solcher    | solchem     | solchen     |
| birtokos eset | solchen    | solcher    | solchen     | solcher     |

- Ha a jeder, jede, jedes névmás után áll, ragozása a melléknév gyenge ragozását követi:

Jedes solche Buch interessiert mich. (Minden ilyen könyv érdekel engem.)
| eset          | EGYES SZÁM | EGYES SZÁM | EGYES SZÁM  | TÖBBES SZÁM |
| eset          | hímnem     | nőnem      | semlegesnem | minden nem  |
| ------------- | ---------- | ---------- | ----------- | ----------- |
| alanyeset     | solche     | solche     | solche      | solchen     |
| tárgyeset     | solchen    | solche     | solche      | solchen     |
| részes eset   | solchen    | solchen    | solchen     | solchen     |
| birtokos eset | solchen    | solchen    | solchen     | solchen     |

- Ez a mutató névmás határozatlan névelővel is állhat.

Ha az ein névelő előtt áll, sohasem ragozzuk!

Solch einen Rock möchte ich haben. (Ilyen szoknyát szeretnék.)
| eset          | EGYES SZÁM  | EGYES SZÁM  | EGYES SZÁM  |
| eset          | hímnem      | nőnem       | semlegesnem |
| ------------- | ----------- | ----------- | ----------- |
| alanyeset     | solch ein   | solch eine  | solch ein   |
| tárgyeset     | solch einen | solch eine  | solch ein   |
| részes eset   | solch einem | solch einer | solch einem |
| birtokos eset | solch eines | solch einer | solch eines |

Ha az ein névelő után áll, a melléknév vegyes ragozásával megegyezően ragozzuk.

Einen solchen Rock möchte ich haben. (Egy ilyen szoknyát szeretnék.)
| eset          | EGYES SZÁM    | EGYES SZÁM    | EGYES SZÁM    |
| eset          | hímnem        | nőnem         | semlegesnem   |
| ------------- | ------------- | ------------- | ------------- |
| alanyeset     | ein solcher   | eine solche   | ein solches   |
| tárgyeset     | einen solchen | eine solche   | ein solches   |
| részes eset   | einem solchen | einer solchen | einem solchen |
| birtokos eset | eines solchen | einer solchen | eines solchen |

## Kérdő névmás(das Fragepronomen)

### wer?, was?
A wer? és was? kérdő névmásokat – akár egy, akár több személyre vagy dologra vonatkoznak, – mindig egyes számban használjuk.
| eset          | Személy(ek)re kérdez | Személy(ek)re kérdez | Tárgy(ak)ra kérdez | Tárgy(ak)ra kérdez |
| eset          | németül              | jelentése            | németül            | jelentése          |
| ------------- | -------------------- | -------------------- | ------------------ | ------------------ |
| alanyeset     | wer?                 | ki? kik?             | was?               | mi? mik?           |
| tárgyeset     | wen?                 | kit? kiket?          | was?               | mit? miket?        |
| részes eset   | wem?                 | kinek? kiknek?       | –                  | –                  |
| birtokos eset | wessen?              | ki(k)nek a ...je?    | wessen?            | (vonzat)           |

Ha a wer? vagy a was? a kérdő mondat alanya, akkor – attól függetlenül, hogy egy vagy több személyre vagy dologra kérdezünk, – az igei állítmány utánuk mindig egyes szám harmadik személyben áll.
Wer kommt? – Eine Frau kommt. (Ki jön? – Egy nő jön.)

Wer kommt? – Die Frauen kommen. (Kik jönnek? – A nők jönnek.)
Ha a wer? vagy a was? a kérdő mondat összetett állítmányának névszói része, akkor az ige már természetesen nem egyes szám harmadik személyben áll, hanem az alanyhoz igazodik számban és személyben.
Wer ist dieser Junge? – Er ist mein Freund. (Ki ez a fiú? – Ő a barátom.)

Wer sind diese Jungen? – Sie sind meine Freunde. (Kik ezek a fiúk? – Ők a barátaim.)

### welcher?, welche?, welches?
Jelentése: melyik?. Többnyire főnevek előtt, jelzőként használjuk, és úgy ragozzuk, mint a határozott névelőt.
Welchen Rock möchtest du haben? (Melyik szoknyát szeretnéd?)
| eset          | EGYES SZÁM              | EGYES SZÁM  | EGYES SZÁM              | TÖBBES SZÁM |
| eset          | hímnem                  | nőnem       | semlegesnem             | minden nem  |
| ------------- | ----------------------- | ----------- | ----------------------- | ----------- |
| alanyeset     | welcher...?             | welche...?  | welches...?             | welche...?  |
| tárgyeset     | welchen...?             | welche...?  | welches...?             | welche...?  |
| részes eset   | welchem...?             | welcher...? | welchem...?             | welchen...? |
| birtokos eset | welches...? welchen...? | welcher...? | welches...? welchen...? | welcher...? |

MEGJEGYZÉS: Egyes szám birtokos esetben az erős ragozású hímnemű és semlegesnemű főnevek előtt a welches helyett általában a welchen alak áll, mert a főnév –(e)s esetragja már jelzi a birtokos esetet.
Ha a welcher névmás után nem áll főnév, akkor is ugyanígy ragozzuk:
Dort stehen viele Schüler. Welcher kommt aus Budapest? (Sok tanuló áll ott. Melyik jött Budapestről?)

### was für ein?
Használhatjuk főnév előtt, jelzőként (milyen ...?) vagy önállóan is (Milyen?).
- Jelzői használata:

Was für Leute sind das? (Milyen emberek ezek?)
| eset          | EGYES SZÁM        | EGYES SZÁM        | EGYES SZÁM        | TÖBBES SZÁM |
| eset          | hímnem            | nőnem             | semlegesnem       | minden nem  |
| ------------- | ----------------- | ----------------- | ----------------- | ----------- |
| alanyeset     | was für ein...?   | was für eine...?  | was für ein...?   | was für...? |
| tárgyeset     | was für einen...? | was für eine...?  | was für ein...?   | was für...? |
| részes eset   | was für einem...? | was für einer...? | was für einem...? | was für...? |
| birtokos eset | was für eines...? | was für einer...? | was für eines...? | was für...? |

- Önálló használat:

– Was für ein Auto steht dort? (Milyen autó áll ott?)

– Ein Mercedes. (Egy Mercedes.)

– Was für einer? (Milyen?)
| eset          | EGYES SZÁM     | EGYES SZÁM     | EGYES SZÁM     | TÖBBES SZÁM |
| eset          | hímnem         | nőnem          | semlegesnem    | minden nem  |
| ------------- | -------------- | -------------- | -------------- | ----------- |
| alanyeset     | Was für einer? | Was für eine?  | Was für eins?  | Was für?    |
| tárgyeset     | Was für einen? | Was für eine?  | Was für eins?  | Was für?    |
| részes eset   | Was für einem? | Was für einer? | Was für einem? | Was für?    |
| birtokos eset | Was für eines? | Was für einer? | Was für eines? | Was für?    |

MEGJEGYZÉS: A táblázatokból is láthatjuk, hogy a jelzői és az önálló alak ragozása csak hímnemű alanyesetben és semlegesnemű alany- és tárgyesetben különbözik.

## Vonatkozó névmás(das Relativpronomen)
A vonatkozó névmás mellékmondatot vezet be, s a főmondat egészére vagy egy részére utal vissza.

### der, die, das
Ez a leggyakrabban használt vonatkozó névmás, az azonos alakú mutató névmásból fejlődött ki. Vonatkozhat személyre (..., aki) vagy tárgyra (..., amely). Ragozása megegyezik az önállóan használt der, die, das mutató névmáséval, de többes szám birtokos esetben csak a deren alakot használjuk, hiszen a vonatkozó névmás mindig visszautal, nem pedig előre!
Hier ist das Buch, das du gesucht hast. (Itt a könyv, amelyet kerestél.)
| eset          | EGYES SZÁM | EGYES SZÁM | EGYES SZÁM  | TÖBBES SZÁM |
| eset          | hímnem     | nőnem      | semlegesnem | minden nem  |
| ------------- | ---------- | ---------- | ----------- | ----------- |
| alanyeset     | der        | die        | das         | die         |
| tárgyeset     | den        | die        | das         | die         |
| részes eset   | dem        | der        | dem         | denen       |
| birtokos eset | dessen     | deren      | dessen      | deren       |

### welcher, welche, welches
Az ugyanilyen alakú kérdő névmásból fejlődött ki. Jelentése: aki, amely. Ragozása megegyezik a kérdő névmás ragozásával, de a welcher vonatkozó névmás birtokos esetben és többes szám részes esetben nem használatos; helyette a der, die, das vonatkozó névmás megfelelő alakjait használjuk.
Mein Lehrer, welcher sehr streng ist, hat mich heute gelobt. (A tanárom, aki nagyon szigorú, ma megdicsért.)
| eset          | EGYES SZÁM | EGYES SZÁM | EGYES SZÁM  | TÖBBES SZÁM |
| eset          | hímnem     | nőnem      | semlegesnem | minden nem  |
| ------------- | ---------- | ---------- | ----------- | ----------- |
| alanyeset     | welcher    | welche     | welches     | welche      |
| tárgyeset     | welchen    | welche     | welches     | welche      |
| részes eset   | welchem    | welcher    | welchem     | –           |
| birtokos eset | –          | –          | –           | –           |

### wer, was
Általános értelmű mellékmondatokat vezetnek be. Ragozásuk megegyezik a hasonló alakú kérdő névmások ragozásával. A wer személyre (..., aki), a was tárgyakra, fogalmakra (..., ami) vonatkozik.
Wer will, der kann. (Aki akar, tud.)
| eset          | Személy(ek)re vonatkozik | Személy(ek)re vonatkozik | Tárgy(ak)ra vonatkozik | Tárgy(ak)ra vonatkozik |
| eset          | németül                  | jelentése                | németül                | jelentése              |
| ------------- | ------------------------ | ------------------------ | ---------------------- | ---------------------- |
| alanyeset     | wer                      | aki, akik                | was                    | ami, amik              |
| tárgyeset     | wen                      | akit, akiket             | was                    | amit, amiket           |
| részes eset   | wem                      | akinek, akiknek          | –                      | –                      |
| birtokos eset | wessen                   | aki(k)nek a ...          | wessen                 | ami(k)nek a ...        |

## Határozatlan névmás(das Indefinitpronomen)
| A man ragozása | A man ragozása |
| -------------- | -------------- |
| alanyeset      | man            |
| tárgyeset      | einen          |
| részes eset    | einem          |
| birtokos eset  | —              |

### man
A man az általános alany kifejezésére szolgál. Az állítmány mellette mindig egyes szám harmadik személyben áll. Magyarra többes szám 1. vagy 3. személyű állítmánnyal, személytelen szerkezettel vagy az ember(ek) szóval fordítjuk.
Hier bekommt man alles. (1. Itt mindent megkapunk. 2. Itt mindent megkapnak. 3. Itt mindent lehet kapni. 4. Itt mindent megkap az ember.)
A man határozatlan névmásnak csak alanyesete van. Tárgyesetét és részes esetét az einer határozatlan névmás megfelelő alakjaival fejezzük ki.
Es freut einen. (Az ember örül.)
| A jedermann ragozása | A jedermann ragozása |
| -------------------- | -------------------- |
| alanyeset            | jedermann            |
| tárgyeset            | jedermann            |
| részes eset          | jedermann            |
| birtokos eset        | jedermanns           |

### jedermann
Jelentése: mindenki, minden ember. Csak egyes száma van.
Man kann nicht jedermann gefallen. (Nem tetszhetünk mindenkinek.)
A névmás birtokos esetben –s ragot vesz fel, és a birtokot jelölő főnév előtt áll.
Früh aufstehen ist nicht jedermanns Sache. (Nem mindenkinek van ínyére korán felkelni.)
| eset          | jemand   | niemand   |
| ------------- | -------- | --------- |
| alanyeset     | jemand   | niemand   |
| tárgyeset     | jemanden | niemanden |
| részes eset   | jemandem | niemandem |
| birtokos eset | jemandes | niemandes |

### jemand, niemand
A két névmás egymás ellentéte. A jemand jelentése valaki, a niemand jelentése senki. Mindkét névmásnak csak egyes száma van.
– Siehst du hier jemanden? (Látsz itt valakit?)

– Nein, ich sehe hier niemanden. (Nem, itt senkit sem látok.)
Birtokos esetben a névmások a birtokot jelölő főnév előtt állnak. Gyakran használunk von+részes esetet is.
Hier liegt jemandes Buch. > köznyelv: Hier liegt das Buch von jemandem. (Itt van (,,fekszik") valakinek a könyve.)

### etwas, nichts
A két névmás egymás ellentéte. Az etwas jelentése valami, a nichts jelentése semmi. Mindkét névmás ragozhatatlan.
– Hörst du etwas? (Hallasz valamit?)

– Nein, ich höre nichts. (Nem, semmit sem hallok.)

### all
- A ragozatlan all (mind) alak mutató vagy birtokos névmások előtt állhat: All das kenne ich schon. (Mindezt már ismerem.)
- Egyes számban önállóan csak a semleges nemű alles alakot használjuk, rendszerint dolgokra vonatkoztatva: Alles ist in Ordnung. (Minden rendben van.)

Vonatkozhat személyekre is, ha egy embercsoportot – mint egységet – kívánunk hangsúlyozni: Alles aussteigen! (Mindenki szálljon ki!)
- Egyes számban a hímnemű és nőnemű aller és alle alakokat csak jelzőként használjuk anyagnevek vagy elvont főnevek előtt: Aller Anfang ist schwer. (Minden kezdet nehéz.)
- Többes száma: alle (mindenki, mindnyájan, minden...)

### jeder, jede, jedes
A jeder, jede, jedes névmás csak egyes számban áll, és a csoport egyedeit hangsúlyozza. A többes számot az alle névmással fejezzük ki.
| eset          | EGYES SZÁM | EGYES SZÁM | EGYES SZÁM  | TÖBBES SZÁM |
| eset          | hímnem     | nőnem      | semlegesnem | minden nem  |
| ------------- | ---------- | ---------- | ----------- | ----------- |
| alanyeset     | jeder      | jede       | jedes       | alle        |
| tárgyeset     | jeden      | jede       | jedes       | alle        |
| részes eset   | jedem      | jeder      | jedem       | allen       |
| birtokos eset | jedes      | jeder      | jedes       | aller       |

A jeder állhat önállóan is: Jeder muss arbeiten. (Mindenkinek dolgoznia kell.)

### einer, eine, eines
Az einer³ – keiner³ határozatlan névmásokat akkor használjuk a jemand – niemand és az etwas – nichts névmások helyett, ha a nemet is ki akarjuk fejezni.
An der Haltestelle steht einer/eine. (A megállónál áll valaki (férfi/nő).
| eset          | EGYES SZÁM | EGYES SZÁM | EGYES SZÁM  | TÖBBES SZÁM |
| eset          | hímnem     | nőnem      | semlegesnem | minden nem  |
| ------------- | ---------- | ---------- | ----------- | ----------- |
| alanyeset     | einer      | eine       | eines       | welche      |
| tárgyeset     | einen      | eine       | eines       | welche      |
| részes eset   | einem      | einer      | einem       | —           |
| birtokos eset | —          | —          | —           | —           |

| eset          | EGYES SZÁM | EGYES SZÁM | EGYES SZÁM  | TÖBBES SZÁM |
| eset          | hímnem     | nőnem      | semlegesnem | minden nem  |
| ------------- | ---------- | ---------- | ----------- | ----------- |
| alanyeset     | keiner     | keine      | keines      | keine       |
| tárgyeset     | keinen     | keine      | keines      | keine       |
| részes eset   | keinem     | keiner     | keinem      | —           |
| birtokos eset | —          | —          | —           | —           |

- einer³ + többes birtokos eset: az egyik ...

Einer seiner Brüder ist Arzt. (Az egyik bátyja orvos.)
- keiner³ + von + többes részes eset: senki sem ...

Keiner von uns will hierbleiben. (Senki sem akar közülünk itt maradni.)

### der/die/das eine, der/die/das andere
Az ein- (egyik) és az ander- (másik) névmásokat melléknévként ragozzuk. Mivel határozott névelő áll előttük, ragozásuk a melléknév gyenge ragozásával egyezik meg:
| eset          | EGYES SZÁM          | EGYES SZÁM          | EGYES SZÁM          | TÖBBES SZÁM         |
| eset          | hímnem              | nőnem               | semlegesnem         | minden nem          |
| ------------- | ------------------- | ------------------- | ------------------- | ------------------- |
| alanyeset     | der eine / andere   | die eine / andere   | das eine / andere   | die einen / anderen |
| tárgyeset     | den einen / anderen | die eine / andere   | das eine / andere   | die einen / anderen |
| részes eset   | dem einen / anderen | der einen / anderen | dem einen / anderen | den einen / anderen |
| birtokos eset | des einen / anderen | der einen / anderen | des einen / anderen | der einen / anderen |

Die einen lachten, die anderen weinten. (Egyesek nevettek, mások sírtak.)

### manch
Jelentése: némely, nem egy, sok. (Használata megegyezik a solch, solcher³ mutató névmáséval.)
- Önállóan álló semlegesnemű alakjai dolgokra vonatkoznak: Ich habe schon manches gesehen. (Már sok mindent láttam.)

A többi (hímnemű, nőnemű és többes számú) önálló alak személyekre vonatkozik: Manche von uns sprechen schon gut Deutsch. (Némelyek közülünk már jól beszélnek németül.)
- Jelzőként lehet ragozott és ragozatlan. Ragozatlan formában (manch) az ein vagy erős ragozású melléknevek előtt áll.

## Névmási határozószó(das Pronominaladverb)
Az elöljárószós főneveket, ha személyt jelölnek, elöljárószós névmásokkal helyettesítjük; ha nem személyt jelölnek, akkor pedig névmási határozószókkal.
An wen denkst du? (Kire gondolsz?) / Woran denkst du? (Mire gondolsz?)
A névmási határozószóknak két csoportja van:
- mutató névmási határozószók (elöljárószó + das/dies → da(r)/hier + elöljárószó)
- kérdő és vonatkozó névmási határozószók (elöljárószó + was → wo(r) + elöljárószó)

### Névmási határozószók listája
| elöljárószó | mutató                | mutató                                      | kérdő               | kérdő                      | vonatkozó           | vonatkozó                    |
| elöljárószó | névmási határozószó   | névmási határozószó                         | névmási határozószó | névmási határozószó        | névmási határozószó | névmási határozószó          |
| elöljárószó | németül               | jelentése                                   | németül             | jelentése                  | németül             | jelentése                    |
| ----------- | --------------------- | ------------------------------------------- | ------------------- | -------------------------- | ------------------- | ---------------------------- |
| an          | daran, hieran         | erre, arra, ezen, azon                      | woran?              | mire? min?                 | woran               | amire, amin                  |
| auf         | darauf, hierauf       | erre, arra, ezen, azon                      | worauf?             | mire? min?                 | worauf              | amire, amin                  |
| aus         | daraus, hinaus        | ebből, abból                                | woraus?             | miből?                     | woraus              | amiből                       |
| bei         | dabei, hierbei        | emellett, amellett, ennél, annál            | wobei?              | mi mellett? minél?         | wobei               | aminél                       |
| durch       | dadurch, hierdurch    | ezáltal, azáltal                            | wodurch?            | mi által?                  | wodurch             | ami által, amivel            |
| für         | dafür, hierfür        | ezért, azért                                | wofür?              | miért?                     | wofür               | amiért                       |
| gegen       | dagegen               | ez ellen, az ellen                          | wogegen?            | mi ellen?                  | wogegen             | ami ellen                    |
| hinter      | dahinter              | emögött, amögött, emögé, amögé              | wohinter?           | mi mögött? mi mögé?        | wohinter            | ami mögött, ami mögé         |
| in          | darin, darein, hierin | ebben, abban, ebbe, abba                    | worin?              | miben? mibe?               | worin               | amiben, amibe                |
| mit         | damit, hiermit        | ezzel, azzal                                | womit?              | mivel?                     | womit               | amivel                       |
| nach        | danach, hiernach      | ezután, azután                              | wonach?             | mi után?                   | wonach              | ami után                     |
| neben       | daneben, hierneben    | emellett, amellett, emellé, amellé          | woneben?            | mi mellett? mi mellé?      | woneben             | ami mellett, ami mellé       |
| um          | darum                 | ezért, azért                                | worum?              | miért?                     | worum               | amiért                       |
| unter       | darunter, hierunter   | ez alatt, az alatt, ez alá, az alá          | worunter?           | mi alatt? mi alá?          | worunter            | ami alatt, ami alá           |
| über        | darüber, hierüber     | efölött, afölött, efölé, afölé erről, arról | worüber?            | mi fölött? mi fölé? miről? | worüber             | ami fölött, ami fölé, amiről |
| von         | davon, hiervon        | ettől, attól                                | wovon?              | mitől?                     | wovon               | amitől                       |
| vor         | davor, hiervor        | ez elé, az elé, ez előtt, az előtt          | wovor?              | mi elé? mi előtt?          | wovor               | ami elé, ami előtt           |
| zu          | dazu, hierzu          | ehhez, ahhoz                                | wozu?               | mihez?                     | wozu                | amihez                       |
| zwischen    | dazwischen            | e közé, a közé, eközött, aközött            | wozwischen?         | mi közé? mi között?        | wozwischen          | ami közé, ami között         |

Személyes névmások birtokos esetéből és a –wegen, –willen, –teils, –seits, –gleichen, –halben utótagokból összetett névmási határozószók:
| névmási határozószó | jelentése      |
| ------------------- | -------------- |
| meinetwegen         | miattam        |
| um meinetwillen     | kedvemért      |
| meinesteils         | részemről      |
| meinerseits         | részemről      |
| meinesgleichen      | hozzám hasonló |
| meinethalben        | énfelőlem      |